# Jacob van Hoogstraten
Jacob van Hoogstraten (Hoogstraten, circa 1460 - Keulen, 21 januari 1527) was inquisiteur in Keulen, Mainz en Trier ten tijde van de Reformatie.

## Levensloop
Hij studeerde in Leuven (Artes Liberales). In 1496 werd hij tot priester gewijd en daarna trad hij in het klooster van de dominicanen in Keulen. Daar promoveerde hij in 1504 tot doctor in de Theologie. In 1507 werd hij prior van het klooster. In 1508 werd hij inquisiteur voor de aartsbisdommen Keulen, Mainz en Trier.

## Zijn strijd tegen Johannes Reuchlin
Als inquisiteur vervolgde hij de humanist Johannes Reuchlin. In de 15de eeuw, het begin van de boekdrukkunst, was de Bijbel het meest gedrukte boek. Men was ook op zoek naar goede Bijbelvertalingen, wat resulteerde in heel wat discussies. Elke theoloog of humanist gaf zijn mening in spiegels. Johannes Pfefferkorn, een Jood die bekeerd was tot het katholicisme, schreef de boeken Der Judenspiegel (Keulen, 1507) en Der Handspiegel (1511). Mogelijk was deze laatste een reactie op het joodse boek Talmud, dat in 1509 uitkwam.
Reuchlin was een specialist in Hebreeuwse vertalingen en bovendien in dienst van keizer Maximilaan van Oostenrijk. Hij gaf weerwoord op Pfefferkorn met het boek Augenspiegel (1511). Dit was een verdediging van de joodse cultuur en hun recht op vrije pers. Dit was tegen de zin van Jacob van Hoogstraten en het boek Augenspiegel werd verboden en openbaar verbrand. Reuchlin weerde zich met de woorden: Verbrennt nicht, was ihr nicht kennt. Ulrich van Hutten en Frans van Sickingen sprongen Reuchlin bij in zijn strijd. Van Hoogstraten werd in een proces in het ongelijk gesteld en hij werd veroordeeld tot het betalen van de proceskosten. Er werden tussen 1515 en 1519 heel wat pamfletten geschreven die de scholastieke en fanatieke kloosterlingen op de korrel namen.
In januari 1520 verwierp de paus de beslissing van het proces en stelde alsnog Reuchlin in het ongelijk. Jacob van Hoogstraten werd in ere hersteld en Augenspiegel werd verbannen.
Desiderius Erasmus was ook op de hoogte van het proces en schreef in 1519 een brief aan Jacob van Hoogstraten. De humanist Erasmus nam niet echt stelling beteffende de vete. In 1516 had hij het boek Vorstenspiegel uitgebracht, waarin hij stelde dat een vorst niet tiranniek mag heersen over christenen en hij hen niet als slaven mag behandelen. Hij had het duidelijk over christenen. De 16de eeuw kenmerkte zich door zijn antisemitische cultuur.

## Jacob van Hoogstraten versus Maarten Luther

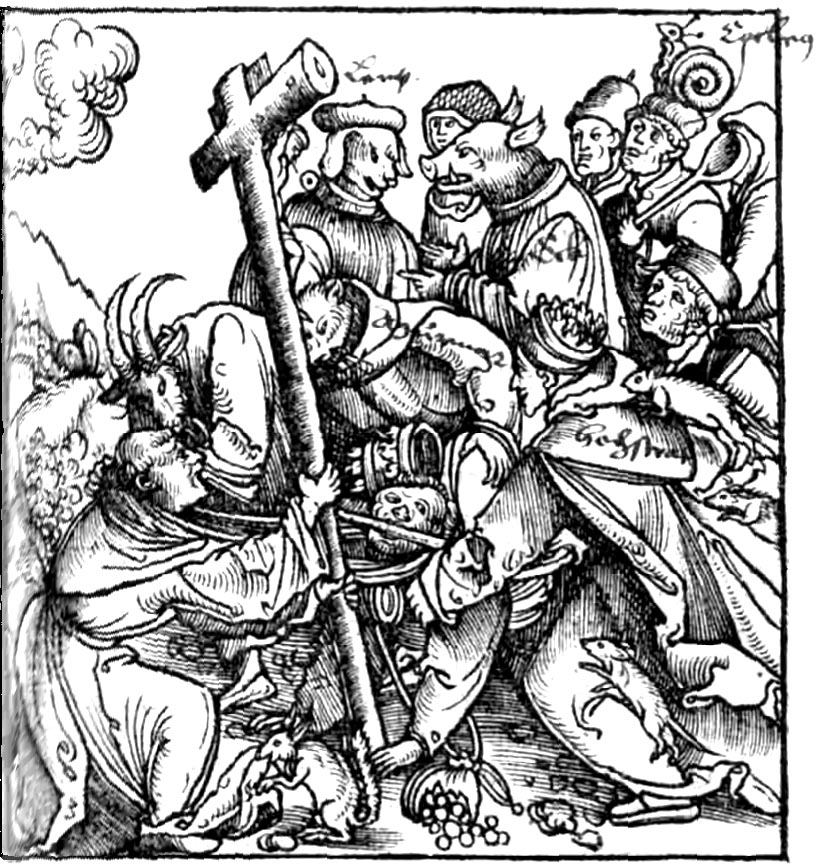
Op deze spotprent van 1524 zit Maarten Luther op zijn knieën met een groot kruis. De paus zit op zijn knieën gedrukt met zijn goud op de grond. Er springen ratten op de voorgrond heen en weer. Van Hoogstraten heeft zijn arm om de paus om hem te beschermen/helpen.

Maarten Luther was augustijn die strijd leverde tegen de handel in aflaten van de paus. In de rol van inquisiteur was Jacob van Hoogstraten verplicht hier stelling in te nemen. Door zijn felle strijd tegen Reuchlin, had Hoogstraten zich ook de toorn van Luther op de hals gehaald. Mogelijk had het jarenlange conflict mee de voedingsbodem gevormd voor de reactie van Maarten Luther toen hij zijn 95 stellingen poneerde aan de kerk te Wittenberg.

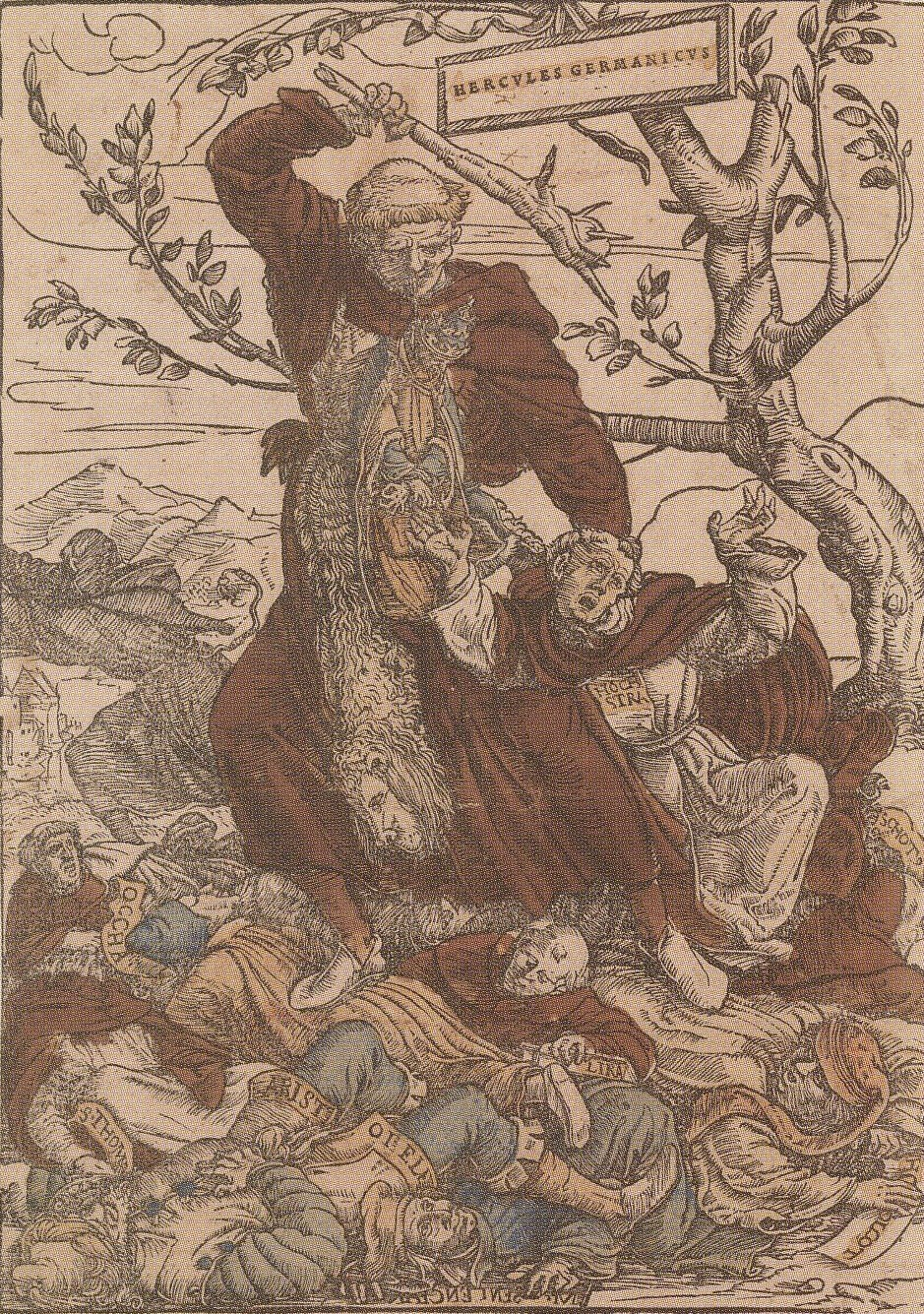
Luther as Hercules Germanicus. Woodcut, Zentralbibliothek, Zürich, bron Christian Müller; Stephan Kemperdick; Maryan Ainsworth (circa 1519). Hans Holbein de Jonge had een uitgeverij in Basel dat toonaangevend was voor het verspreiden van ideeën over de hervormingen omdat er een grote mate van persvrijheid was. De meeste boeken van de hervormer Martin Luther werden daar gedrukt. Het ontwerp van de prent is gebaseerd op Hercules, de doder van de veelkoppige hydra. Hier zien we Luther die de geestelijken afslacht. Hij heeft van Hoogstraten bij zijn kraag.

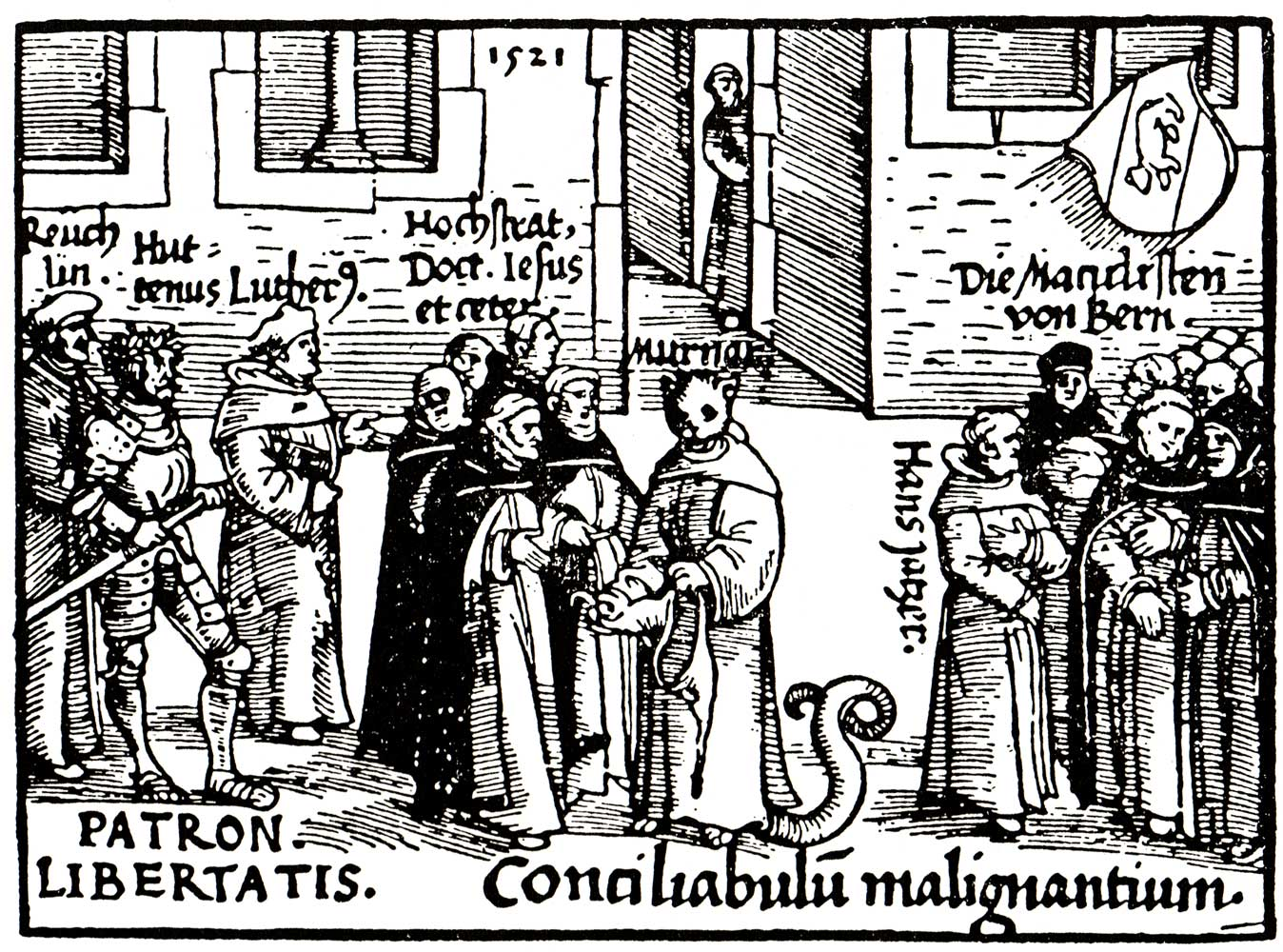
Detail van de titelgravure van Murners "History von den fier Ketzren Prediger ordens", gedrukt in Straatsburg, 1521. Op deze prent zien we drie groepen staan: de humanist Reuchlin, ridder van Hutten en Maarten Luther. De tweede groep zijn de Keulse dominicanen onder leiding van Jacob van Hoogstraten. Ze zijn in gesprek met Thomas Murner, een franciscaan die er genoegen in schepte om satirestukken over Luther te schrijven.

## Het beeld van Baccio Bandinelli

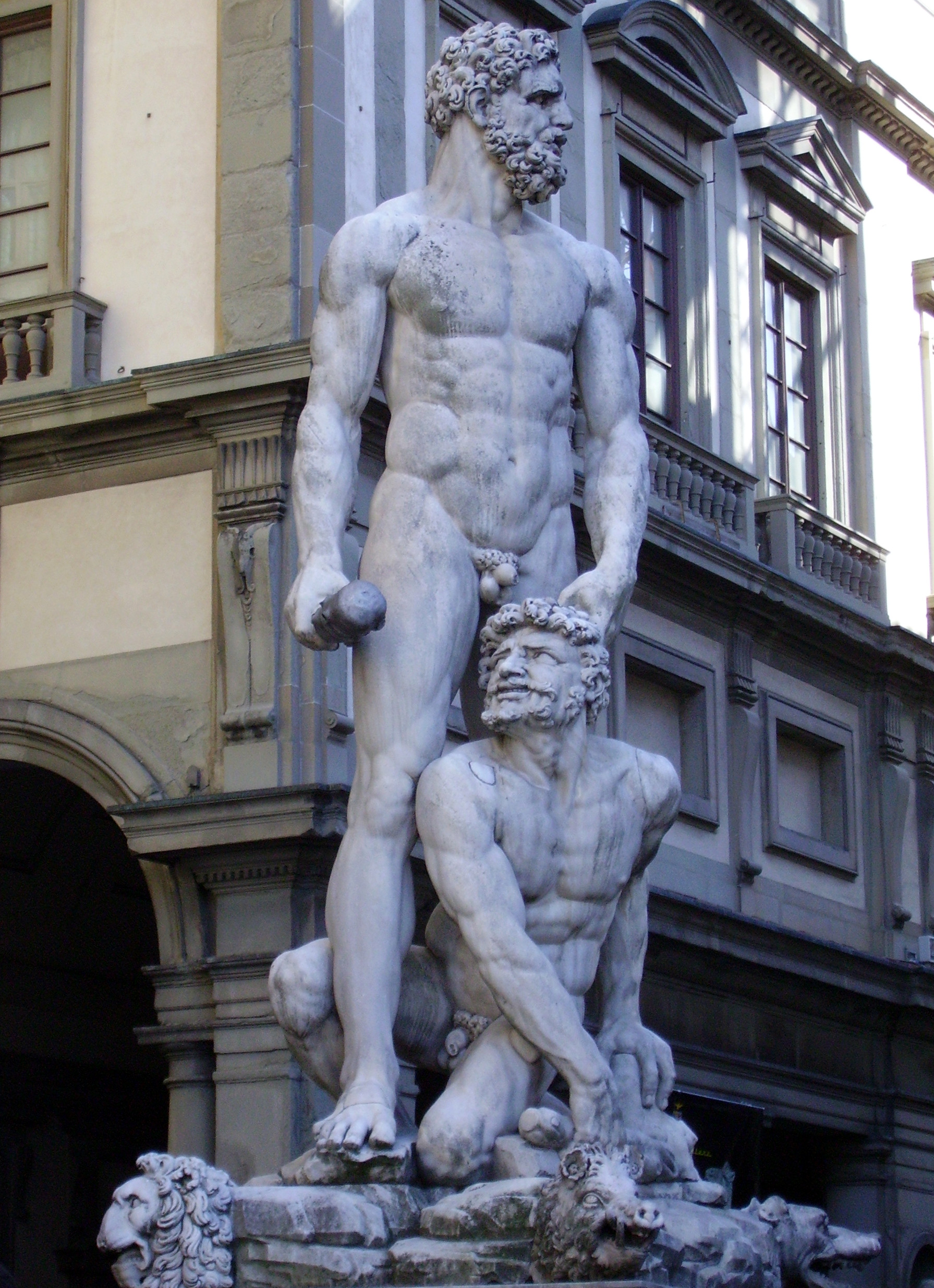
Hercules en Cacus van Baccio Bandinelli 1534 - Rust na de strijd

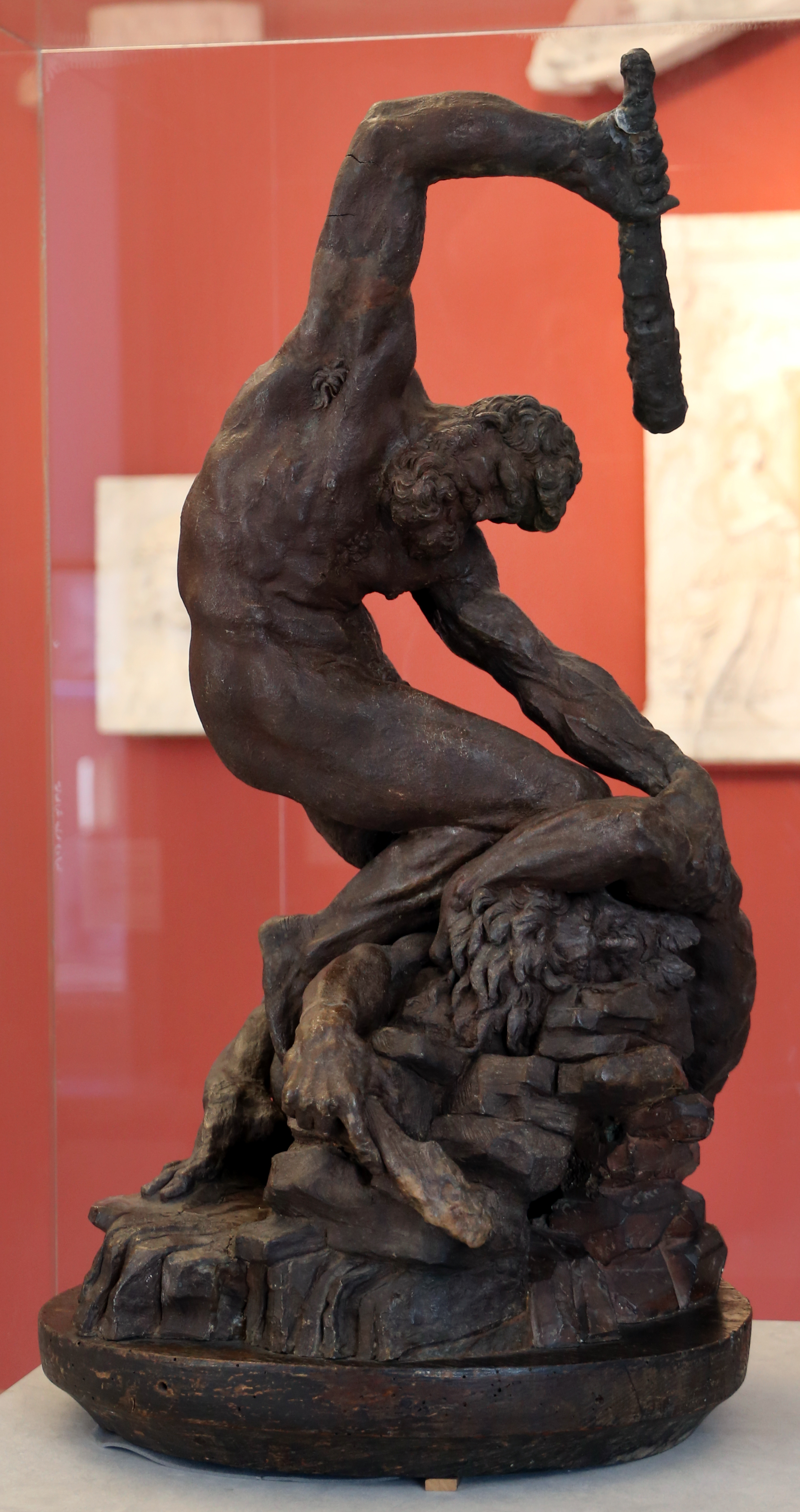
Hercules en Cacus van Baccio Bandinelli 1525 - De doodslag

Paus Clemens VII had aan Michelangelo gevraagd om een beeld te maken van het verhaal van Hercules en Cacus. Deze sloeg de opdracht af waarna de opdracht werd toevertrouwd aan Baccio Bandinelli. De gelijkenis met de spotprent van Luther en Hoogstraten is treffend. Het eerste beeld uit 1525 was een scene uit de strijd tussen Hercules en Cacus en werd afgekeurd omdat het te gruwelijk was. De scene is een seconde voor de fatale doodslag. Een meer vredige versie, en dus diplomatieker van aard, is een scene na de aframmeling van Hercules wanneer de rust is weergekeerd. Het beeld laat in het midden of Cacus doodgeslagen wordt of niet. Het duurde nog wel tot 1534 eer het geplaatst werd. Het verhaal van Cacus gaat over een veedief die gestolen runderen verstopt. Wanneer Heracles de gestolen koeien niet kan vinden, vertrekt hij met het deel van de runderen die overblijven. De gestolen koeien horen echter het gestommel van de vertrekkende kudde en beginnen te loeien, waardoor Hercules de ontbrekende koeien alsnog kan vinden. Cacus wordt ook gevonden en door Hercules onder handen genomen. De paus wou graag dat de afgescheurde protestanten terug naar de originele kudde terugkwamen, maar de geschiedenis leert dat dit niet meer gebeurde.

## Werken
- "Defensio scholastica principum Alemanniæ in eo, quod sceleratos detinent insepultos in ligno contra P. Ravennatem" (Cologne, 1508);
- "Justificatorium principum Alemanniæ, dissolvens rationes Petri Ravennatis, quibus Principum judicia carpsit" (Cologne, 1508);
- "Tractatus de cadaveribus maleficorum morte punitorum" (Cologne, 1508);
- "Tractatus magistralis, declarans quam graviter peccent quærentes auxilium a maleficis" (Cologne, 1510);
- "Apologia Fr. Jacobi Hoogstraeten" (Cologne, 1518);
- "Apologia altera" (Cologne, 1519);
- "Destructio cabbalæ" (Cologne, 1519);
- "Margarita moralis phiosophiæ in duodecim redacta libros" (Cologne, 1521).[2]